# Ибэнкс, Селита
Селита Ибэнкс (англ. Selita Ebanks, род. 15 февраля 1983 года в Джорджтауне, Каймановы острова) — американская модель, наиболее известна в составе «ангелов» Victoria's Secret.

## Биография
У Селиты ирландские, афроамериканские и индейские корни. В семье, которая жила очень небогато, помимо Селиты ещё семь детей. После окончания школы переехала в Нью-Йорк, на Статен-Айленд, планируя поступить в Нью-Йоркский университет и изучать право. В 17 лет была замечена агентом из Elite Model Management и начала карьеру модели.
Участвовала в рекламных кампаниях Ralph Lauren, Sweetface, Abercrombie & Fitch, Levi’s и Tommy Hilfiger. В 2007 году появилась на обложке Sports Illustrated Swimsuit Issue. Тайра Бэнкс назвала Селиту своей преемницей.
В 2010 году Селита исполнила главную роль девушки-Феникса в короткометражном фильме Канье Уэста «Runaway».
В 2011 году Селита Ибэнкс сыграла Лизу Коул в одном эпизоде американского детективного сериала «Гавайи 5.0» (англ. Hawaii Five-0).